# Мохамед, Биби Тити
Биби Тити Мохаммед (Мохаммед, Bibi Titi Mohamed, Mohammed; июнь 1926 — 5 ноября 2000) — танзанийская политическая и общественная деятельница. Участница национально-освободительного и женского движений, Биби Тити Мохаммед сперва поддерживала первого президента Танзании Джулиуса Ньерере, была членом боровшегося за независимость Африканского национального союза Танганьики (TANU), лидером женского крыла этой партии (UWT) и занимала различные министерские должности. Однако в октябре 1969 года она была осуждена за государственную измену и после двух лет заключения получила президентское помилование.

## Биография

### Ранние годы и семья
Биби Тити родилась в июне 1926 года в Дар-эс-Саламе, в то время столице подмандатной Танганьики. Она росла в племени матумби, причём её отец отказался отправить дочь в школу, опасаясь, что там она утратит свою мусульманскую веру. Только после смерти отца мать решила отдать её в школу, видя важность образования для молодой женщины. Влияние матери Биби Тити вдохновило её бороться за права женщин и независимость.
В четырнадцать лет её выдали замуж за мужчину постарше, с которым она развелась после рождения первого ребёнка, дочери по имени Халима. Своей дочери она уже не разрешала выходить замуж, пока та не закончит школу. Позже Биби Тити снова выходила замуж и развелась ещё с двумя мужьями.

### Политическая карьера
Биби Тити Мохаммад начала свою публичную деятельность в качестве солистки в нгоме (танцевально-музыкальной группе), празднуя рождение пророка Мухаммеда (мавлид). После Второй мировой войны, она начала участвовать в национально-освободительном движении в Танзании и сдружилась с Джулиусом Ньерере, который 7 июля 1954 года создал партию Африканский национальный союз Танганьики (TANU).
Биби Тити Мохаммед выступила одной из важнейшей фигур в становлении TANU (Африканского национального союза Танганьики), ставшего затеи главной политической партией в Танзании. Мохаммед смогла занять руководящие должности в партии во многом благодаря приверженности её лидера Джулиуса Ньерере гендерному равенству.
В 1955 году Мохаммед стала председательницей женского крыла TANU «Умоджа ва Ванаваке ва Танзания» (UWT — Объединение женщин Танзании). Всего за три месяца она смогла привлечь в ряды партии более 5000 женщин. Мохаммед смогла донести идеи UWT до масс, объединяла женщин против колониализма и сыграла важную роль в борьбе за независимость против британского колониального правления.
Когда Танганьика обрела независимость в 1961 году, Биби Тити была привлечена к составлению конституции 1964 года. Она стала младшим министром по делам женщин и социальной политики, добившись мест для женщин в правительстве Танзании. Также она сыграла важную роль в создании Всеафриканской конференции женщин.
В 1965 году Биби Тити лишилась своего места в парламенте. К 1967 году она покинула Центральный комитет партии. Она протестовала против одного из положений Арушской декларации, в которой Ньерере изложил свои идеи африканского социализма: декларация запрещала членам партии сдавать недвижимость в качестве рантье, но, по мнению Мохаммед, из-за отсутствия образования у большинства женщин сдача недвижимости в аренду была одним из немногих способов получать стабильный доход.

### Арест и заключение
В октябре 1969 года Биби Тити и бывший министр труда Майкл Камализа были арестованы вместе с четырьмя армейскими офицерами по обвинению в заговоре с целью свержения правительства. Состоялся первый в Танзании процесс по делу об государственной измене, и после 127-дневного суда Мохаммед была приговорена к пожизненному заключению; её поместили под домашний арест. Во время суда и её политические соратники, и большинство её личных друзей отреклись от неё. Пока она была в заключении, стыдившийся её муж развёлся с ней. После двух лет пожизненного заключения Ньерере смягчил приговор и его бывшая соратница вышла из тюрьмы.

### Смерть и признание
Выйдя из тюрьмы, Биби Тити Мохаммед исчезла из общественной жизни и прожила остаток жизни в Йоханнесбурге (Южная Африка). В 1991 году, когда Танзания праздновала 30-летие независимости, Биби Тити появилась в газете правящей партии как «Героиня борьбы Ухуру (за свободу)». 5 ноября 2000 года Мохаммед умерла в больнице Net Care в Йоханнесбурге.
Наследие Биби Тити Мохаммеда продолжает жить в Танзании. Она сыграла ключевую роль в образовании и равенстве женщин. Она боролась со своим правительством за то, во что верила, даже когда это доставило ей неприятности. Сегодня одна из главных улиц Дар-эс-Салама названа в честь Мухаммед.
В 2020 году исторический проект Deutsche Welle «Африканские корни» для молодёжи Африки подготовил анимационный рассказ и видео о её жизни.